# هیروتو موگی
هیروتو موگی (انگلیسی: Hiroto Mogi؛ زادهٔ ۲ مارس ۱۹۸۴) بازیکن فوتبال اهل ژاپن است.
از باشگاه‌هایی که در آن بازی کرده‌است می‌توان به باشگاه فوتبال ویسل کوبه و باشگاه فوتبال سانفریس هیروشیما اشاره کرد.
وی همچنین در تیم‌های ملی فوتبال زیر ۱۷ سال ژاپن و زیر ۲۰ سال ژاپن بازی کرده‌است.